# Station Schönewörde
Station Schönewörde (Haltepunkt Schönewörde) is een spoorwegstation in de Duitse plaats Schönewörde, in de deelstaat Nedersaksen. Het station ligt aan de spoorlijn Gifhorn - Wieren.

## Indeling
Het station beschikt over één zijperron, dat niet is overkapt maar voorzien van abri's. Het station is te bereiken vanaf de Bahnhofsweg.

## Verbindingen
De volgende treinserie doet het station Schönewörde aan:
| Serie | Treinsoort           | Route                                                         | Bijzonderheden             |
| ----- | -------------------- | ------------------------------------------------------------- | -------------------------- |
| RB 47 | Regionalbahn (Erixx) | Braunschweig Hbf – Gifhorn – Schönewörde – Wittingen – Uelzen | Rijdt eenmaal per twee uur |